# If I Were Sorry
Az If I Were Sorry (magyarul: Ha bánnám) a svéd Frans dala, mellyel Svédországot képviselte a 2016-os Eurovíziós Dalfesztiválon, Stockholmban. A dal az SVT által szervezett Melodifestivalenen nyerte el az eurovíziós indulás jogát.

## Eurovíziós Dalfesztivál
Mivel Svédország rendezte a 2016-os Eurovíziós Dalfesztivált, így a dal csak a május 14-i döntőben vett részt, viszont az első elődöntő május 9-én megrendezett zsűris főpróbáján is előadta.
A dalt a május 14-én rendezett döntőben adta elő, fellépési sorrendben kilencedikként, a Bulgáriát képviselő Poli Genova If Love Was a Crime című dala után és a Németországot képviselő Jamie-Lee Ghost című dala előtt. A szavazás során a zsűri szavazáson összesítésben a kilencedik helyen végzett 122 ponttal (Csehországtól, Észtországtól és Finnországtól maximális pontszámot kapott), míg a nézői szavazáson a hatodik helyen végzett 139 ponttal (Dániától és Izlandtól maximális pontszámot kapott), így összesítésben 261 ponttal a verseny ötödik helyezettje lett.
A következő svéd induló Robin Bengtsson I Can’t Go On című dala volt a 2017-es Eurovíziós Dalfesztiválon.